# 前6世纪国家领导人列表
公元前6世纪（前600年—前501年）世界各国领导人列表。

## 非洲

### 迦太基
古迦太基国王：
狄多王朝
- 汉诺一世（Hanno I）约前580年 – 约前556年
- 马尔库斯（Malchus）约前556年 – 约前550年

马戈王朝
- 马戈一世（Mago I） 约前550年 – 约前530年
- 哈斯德鲁巴一世（Hasdrubal I） 约前530年 – 约前510年
- 哈米尔卡一世（Hamilcar I） 约前510年–前480年

### 昔兰尼
昔兰尼国王：
- 巴图斯 前630至前600年
- 阿尔克西拉乌斯一世 前600至前583年
- 巴图斯二世 前583至前560年
- 阿尔克西拉乌斯二世 前560至前550年
- 勒阿尔库斯 前550年（有争议）
- 巴图斯三世 前550至前530年
- 阿尔克西拉乌斯三世 前530至前515年
- 巴图斯四世 前515至前465年

### 库施
库施国王：
- Anlamani（前620年 - 前600年）
- Aspelta（前600年 - 前580年）
- Aramatle-qo（前568年 - 前555年）
- Malonaqen（前555年 - 前542年）
- Analmaye（前542年 - 前538年）
- Amaninatakilebte（前538年 - 前519年）
- Karkamani（前519年 - 前510年）
- Amaniastabarqa（前510年 - 前487年）

### 古埃及
古埃及第二十六王朝法老：
- 尼科二世（前610年 - 前595年）
- 普萨美提克二世（前595年 - 前589年）
- 阿普里斯（前589年 - 前570年）
- 雅赫摩斯二世（前570年 - 前526年）
- 普萨美提克三世（前526年 - 前525年）

## 亚洲

### 中国
| 制度   | 姓名   | 头衔 | 王朝 | 起始年  | 终止年  | 备注 |
| ------ | ------ | ---- | ---- | ------- | ------- | ---- |
| 君主制 | 周定王 | 天子 | 周朝 | 前606年 | 前586年 |      |
| 君主制 | 周简王 | 天子 | 周朝 | 前585年 | 前572年 |      |
| 君主制 | 周灵王 | 天子 | 周朝 | 前571年 | 前545年 |      |
| 君主制 | 周景王 | 天子 | 周朝 | 前544年 | 前520年 |      |
| 君主制 | 周悼王 | 天子 | 周朝 | 前520年 | 前520年 |      |
| 君主制 | 王子朝 | 天子 | 周朝 | 前520年 | 前516年 |      |
| 君主制 | 周敬王 | 天子 | 周朝 | 前519年 | 前476年 |      |

诸侯国
| 国     | 制度   | 姓名     | 爵位 | 姓氏 | 起始年      | 终止年      | 备注   |
| ------ | ------ | -------- | ---- | ---- | ----------- | ----------- | ------ |
| 蔡国   | 君主制 | 蔡文侯   | 侯   | 姬   | 前611年     | 前592年     |        |
| 蔡国   | 君主制 | 蔡景侯   | 侯   | 姬   | 前591年     | 前543年     |        |
| 蔡国   | 君主制 | 蔡灵侯   | 侯   | 姬   | 前542年     | 前531年     |        |
| 蔡国   | 君主制 | 蔡平侯   | 侯   | 姬   | 前530年     | 前522年     |        |
| 蔡国   | 君主制 | 蔡悼侯   | 侯   | 姬   | 前521年     | 前519年     |        |
| 蔡国   | 君主制 | 蔡昭侯   | 侯   | 姬   | 前518年     | 前491年     | [ 1 ]  |
| 曹国   | 君主制 | 曹文公   | 伯   | 姬   | 前618年     | 前595年     |        |
| 曹国   | 君主制 | 曹宣公   | 伯   | 姬   | 前595年     | 前578年     |        |
| 曹国   | 君主制 | 曹成公   | 伯   | 姬   | 前578年     | 前555年     |        |
| 曹国   | 君主制 | 曹武公   | 伯   | 姬   | 前555年     | 前528年     |        |
| 曹国   | 君主制 | 曹平公   | 伯   | 姬   | 前528年     | 前524年     |        |
| 曹国   | 君主制 | 曹悼公   | 伯   | 姬   | 前524年     | 前515年     |        |
| 曹国   | 君主制 | 曹声公   | 伯   | 姬   | 前515年     | 前510年     |        |
| 曹国   | 君主制 | 曹隐公   | 伯   | 姬   | 前509年     | 前506年     | [ 2 ]  |
| 曹国   | 君主制 | 曹靖公   | 伯   | 姬   | 前505年     | 前502年     | [ 2 ]  |
| 曹国   | 君主制 | 曹伯阳   | 伯   | 姬   | 前501年     | 前487年     | [ 2 ]  |
| 陈国   | 君主制 | 陈灵公   | 侯   | 妫   | 前613年     | 前599年     |        |
| 陈国   | 君主制 | 陈成公   | 侯   | 妫   | 前598年     | 前569年     |        |
| 陈国   | 君主制 | 陈哀公   | 侯   | 妫   | 前568年     | 前534年     |        |
| 陈国   | 君主制 | 陈君留   | 侯   | 妫   | 前534年     | 前534年     |        |
| 陈国   | 君主制 | 陈君弃疾 | 侯   | 芈   | 前534年     | 前529年     |        |
| 陈国   | 君主制 | 陈惠公   | 侯   | 妫   | 前533年     | 前506年     | [ 3 ]  |
| 陈国   | 君主制 | 陈怀公   | 侯   | 妫   | 前505年     | 前502年     | [ 3 ]  |
| 陈国   | 君主制 | 陈湣公   | 侯   | 妫   | 前501年     | 前478年     | [ 3 ]  |
| 楚国   | 君主制 | 楚庄王   | 王   | 芈   | 前613年     | 前591年     |        |
| 楚国   | 君主制 | 楚共王   | 王   | 芈   | 前590年     | 前560年     |        |
| 楚国   | 君主制 | 楚康王   | 王   | 芈   | 前559年     | 前545年     |        |
| 楚国   | 君主制 | 郏敖     | 王   | 芈   | 前544年     | 前541年     |        |
| 楚国   | 君主制 | 楚灵王   | 王   | 芈   | 前540年     | 前529年     |        |
| 楚国   | 君主制 | 楚王比   | 王   | 芈   | 前529年     | 前529年     |        |
| 楚国   | 君主制 | 楚平王   | 王   | 芈   | 前528年     | 前516年     |        |
| 楚国   | 君主制 | 楚昭王   | 王   | 芈   | 前515年     | 前489年     | [ 4 ]  |
| 晋国   | 君主制 | 晋成公   | 侯   | 姬   | 前606年     | 前600年     |        |
| 晋国   | 君主制 | 晋景公   | 侯   | 姬   | 前599年     | 前581年     |        |
| 晋国   | 君主制 | 晋厉公   | 侯   | 姬   | 前580年     | 前573年     |        |
| 晋国   | 君主制 | 晋悼公   | 侯   | 姬   | 前572年     | 前558年     |        |
| 晋国   | 君主制 | 晋平公   | 侯   | 姬   | 前557年     | 前532年     |        |
| 晋国   | 君主制 | 晋昭公   | 侯   | 姬   | 前531年     | 前526年     |        |
| 晋国   | 君主制 | 晋顷公   | 侯   | 姬   | 前525年     | 前512年     |        |
| 晋国   | 君主制 | 晋定公   | 侯   | 姬   | 前511年     | 前475年     | [ 5 ]  |
| 鲁国   | 君主制 | 鲁宣公   | 侯   | 姬   | 前608年     | 前591年     |        |
| 鲁国   | 君主制 | 鲁成公   | 侯   | 姬   | 前590年     | 前573年     |        |
| 鲁国   | 君主制 | 鲁襄公   | 侯   | 姬   | 前572年     | 前542年     |        |
| 鲁国   | 君主制 | 鲁君野   | 侯   | 姬   | 前542年     | 前542年     |        |
| 鲁国   | 君主制 | 鲁昭公   | 侯   | 姬   | 前541年     | 前510年     |        |
| 鲁国   | 君主制 | 鲁定公   | 侯   | 姬   | 前509年     | 前495年     | [ 6 ]  |
| 齐国   | 君主制 | 齐惠公   | 侯   | 姜   | 前608年     | 前599年     |        |
| 齐国   | 君主制 | 齐顷公   | 侯   | 姜   | 前598年     | 前582年     |        |
| 齐国   | 君主制 | 齐灵公   | 侯   | 姜   | 前581年     | 前554年     |        |
| 齐国   | 君主制 | 齐庄公   | 侯   | 姜   | 前553年     | 前548年     |        |
| 齐国   | 君主制 | 齐景公   | 侯   | 姜   | 前547年     | 前490年     | [ 7 ]  |
| 杞国   | 君主制 | 杞桓公   | 侯   | 姒   | 前636年     | 前567年     |        |
| 杞国   | 君主制 | 杞孝公   | 侯   | 姒   | 前566年     | 前550年     |        |
| 杞国   | 君主制 | 杞文公   | 侯   | 姒   | 前549年     | 前536年     |        |
| 杞国   | 君主制 | 杞平公   | 侯   | 姒   | 前535年     | 前518年     |        |
| 杞国   | 君主制 | 杞悼公   | 侯   | 姒   | 前517年     | 前506年     | [ 8 ]  |
| 杞国   | 君主制 | 杞隐公   | 侯   | 姒   | 前506年     | 前506年     | [ 8 ]  |
| 杞国   | 君主制 | 杞僖公   | 侯   | 姒   | 前505年     | 前487年     | [ 8 ]  |
| 秦国   | 君主制 | 秦桓公   | 伯   | 嬴   | 前604年     | 前577年     |        |
| 秦国   | 君主制 | 秦景公   | 伯   | 嬴   | 前576年     | 前537年     |        |
| 秦国   | 君主制 | 秦哀公   | 伯   | 嬴   | 前536年     | 前501年     | [ 9 ]  |
| 秦国   | 君主制 | 秦夷公   | 伯   | 嬴   | 前501年     | 前500年     | [ 9 ]  |
| 秦国   | 君主制 | 秦惠公   | 伯   | 嬴   | 前500年     | 前491年     | [ 9 ]  |
| 宋国   | 君主制 | 宋文公   | 公   | 子   | 前610年     | 前589年     |        |
| 宋国   | 君主制 | 宋共公   | 公   | 子   | 前588年     | 前576年     |        |
| 宋国   | 君主制 | 宋平公   | 公   | 子   | 前575年     | 前532年     |        |
| 宋国   | 君主制 | 宋元公   | 公   | 子   | 前531年     | 前517年     |        |
| 宋国   | 君主制 | 宋景公   | 公   | 子   | 前516年     | 前469年     | [ 10 ] |
| 滕国   | 君主制 | 滕昭公   | 侯   | 姬   |             | 前600年     |        |
| 滕国   | 君主制 | 滕文公   | 侯   | 姬   | 前599年     | 前575年     |        |
| 滕国   | 君主制 | 滕成公   | 侯   | 姬   | 前574年     | 前539年     |        |
| 滕国   | 君主制 | 滕悼公   | 侯   | 姬   | 前538年     | 前513年     |        |
| 滕国   | 君主制 | 滕頃公   | 侯   | 姬   | 前512年     | 前491年     | [ 11 ] |
| 卫国   | 君主制 | 卫成公   | 侯   | 姬   | 前634年     | 前600年     |        |
| 卫国   | 君主制 | 卫穆公   | 侯   | 姬   | 前599年     | 前589年     |        |
| 卫国   | 君主制 | 卫定公   | 侯   | 姬   | 前588年     | 前577年     |        |
| 卫国   | 君主制 | 卫献公   | 侯   | 姬   | 前576年     | 前544年     |        |
| 卫国   | 君主制 | 卫殇公   | 侯   | 姬   | 前558年     | 前547年     |        |
| 卫国   | 君主制 | 卫襄公   | 侯   | 姬   | 前543年     | 前535年     |        |
| 卫国   | 君主制 | 卫灵公   | 侯   | 姬   | 前534年     | 前493年     | [ 12 ] |
| 吴国   | 君主制 | 去齐     | 侯   | 姬   | 前621年     | 前586年     |        |
| 吴国   | 君主制 | 寿梦     | 王   | 姬   | 前585年     | 前561年     |        |
| 吴国   | 君主制 | 诸樊     | 王   | 姬   | 前560年     | 前548年     |        |
| 吴国   | 君主制 | 馀祭     | 王   | 姬   | 前547年     | 前544年     |        |
| 吴国   | 君主制 | 馀眛     | 王   | 姬   | 前543年     | 前527年     |        |
| 吴国   | 君主制 | 吴王僚   | 王   | 姬   | 前526年     | 前515年     |        |
| 吴国   | 君主制 | 阖闾     | 王   | 姬   | 前514年     | 前496年     | [ 13 ] |
| 燕国   | 君主制 | 燕宣公   | 侯   | 姬   | 前601年     | 前587年     |        |
| 燕国   | 君主制 | 燕昭公   | 侯   | 姬   | 前586年     | 前574年     |        |
| 燕国   | 君主制 | 燕武公   | 侯   | 姬   | 前573年     | 前555年     |        |
| 燕国   | 君主制 | 燕文公   | 侯   | 姬   | 前554年     | 前549年     |        |
| 燕国   | 君主制 | 燕懿公   | 侯   | 姬   | 前548年     | 前545年     |        |
| 燕国   | 君主制 | 燕惠公   | 侯   | 姬   | 前544年     | 前536年     |        |
| 燕国   | 君主制 | 燕悼公   | 侯   | 姬   | 前535年     | 前529年     |        |
| 燕国   | 君主制 | 燕共公   | 侯   | 姬   | 前528年     | 前524年     |        |
| 燕国   | 君主制 | 燕平公   | 侯   | 姬   | 前523年     | 前505年     | [ 14 ] |
| 燕国   | 君主制 | 燕简公   | 侯   | 姬   | 前504年     | 前493年     | [ 14 ] |
| 越国   | 君主制 | 夫谭     | 侯   | 姒   | 前565年     | 前538年     |        |
| 越国   | 君主制 | 允常     | 侯   | 姒   | 前538年     | 前496年     | [ 15 ] |
| 郑国   | 君主制 | 郑襄公   | 伯   | 姬   | 前604年     | 前587年     |        |
| 郑国   | 君主制 | 郑悼公   | 伯   | 姬   | 前586年     | 前585年     |        |
| 郑国   | 君主制 | 郑成公   | 伯   | 姬   | 前584年     | 前571年     |        |
| 郑国   | 君主制 | 郑僖公   | 伯   | 姬   | 前570年     | 前566年     |        |
| 郑国   | 君主制 | 郑简公   | 伯   | 姬   | 前565年     | 前530年     |        |
| 郑国   | 君主制 | 郑定公   | 伯   | 姬   | 前529年     | 前514年     |        |
| 郑国   | 君主制 | 郑献公   | 伯   | 姬   | 前513年     | 前501年     | [ 16 ] |
| 郑国   | 君主制 | 郑声公   | 伯   | 姬   | 前500年     | 前463年     | [ 16 ] |
| 邾国   | 君主制 | 邾定公   | 子   | 曹   | 前614年     | 前573年     |        |
| 邾国   | 君主制 | 邾宣公   | 子   | 曹   | 前572年     | 前556年     |        |
| 邾国   | 君主制 | 邾悼公   | 子   | 曹   | 前555年     | 前541年     |        |
| 邾国   | 君主制 | 邾庄公   | 子   | 曹   | 前540年     | 前507年     | [ 17 ] |
| 邾国   | 君主制 | 邾隐公   | 子   | 曹   | 前506年     | 前471年     | [ 17 ] |
| 小邾国 | 君主制 | 小邾穆公 | 子   | 曹   | 前566年之前 | 前525年之后 |        |
| 小邾国 | 君主制 | 郳恭公   | 子   | 曹   | 前509年前后 | 前509年前后 |        |
| 小邾国 | 君主制 | 郳哀公   | 子   | 曹   | 前507年前后 | 前507年前后 |        |
| 薛国   | 君主制 | 薛献公   | 伯   | 任   | ？          | 前511年     |        |
| 薛国   | 君主制 | 薛襄公   | 伯   | 任   | 前510年     | 前498年     |        |
| 莒国   | 君主制 | 莒渠丘公 | 子   | 己   | 前608年     | 前578年     |        |
| 莒国   | 君主制 | 莒犂比公 | 子   | 己   | 前577年     | 前543年     |        |
| 莒国   | 君主制 | 莒展     | 子   | 己   | 前543年     | 前542年     |        |
| 莒国   | 君主制 | 莒著丘公 | 子   | 己   | 前542年     | 前529年     |        |
| 莒国   | 君主制 | 莒郊公   | 子   | 己   | 前529年     | 前528年     |        |
| 莒国   | 君主制 | 莒共公   | 子   | 己   | 前528年     | 前519年     |        |
| 莒国   | 君主制 | 莒郊公   | 子   | 己   | 前519年     | 前481年     | 复位   |
| 许国   | 君主制 | 许昭公   | 男   | 姜   | 前621年     | 前592年     |        |
| 许国   | 君主制 | 许灵公   | 男   | 姜   | 前592年     | 前547年     |        |
| 许国   | 君主制 | 许悼公   | 男   | 姜   | 前547年     | 前523年     |        |
| 许国   | 君主制 | 许男斯   | 男   | 姜   | 前523年     | 前504年     |        |
| 许国   | 君主制 | 许元公   | 男   | 姜   | 前504年     | 前482年     |        |
| 唐国   | 君主制 | 唐惠侯   | 侯   | 姬   | 前597年前后 | 前597年前后 |        |
| 唐国   | 君主制 | 唐成公   | 侯   | 姬   | 前507年之前 | 前505年     |        |
| 胡国   | 君主制 | 胡子髡   | 子   | 归   | ？          | 前519年     |        |
| 徐国   | 君主制 | 义楚     | 侯   | 嬴   | 前536年前后 | 前536年前后 |        |
| 徐国   | 君主制 | 章禹     | 侯   | 嬴   | ？          | 前512年     |        |
| 周邑   | 畿内国 | 周公楚   | 公   | 姬   | 前580年前后 | 前580年前后 |        |
| 召国   | 畿内国 | 召戴公   | 伯   | 姬   | ？          | 前594年     |        |
| 召国   | 畿内国 | 召桓公   | 伯   | 姬   | 前593年     | ？          |        |
| 召国   | 畿内国 | 召庄公   | 伯   | 姬   | 前520年前后 | 前520年前后 |        |
| 召国   | 畿内国 | 召简公   | 伯   | 姬   | 前516年前后 | 前516年前后 |        |
| 尹国   | 畿内国 | 尹武公   | 子   | 姞   | 前575年前后 | 前575年前后 |        |
| 尹国   | 畿内国 | 尹言多   | 子   | 姞   | 前543年前后 | 前543年前后 |        |
| 尹国   | 畿内国 | 尹文公   | 子   | 姞   | 前520年     | 前513年     |        |
| 甘国   | 畿内国 | 甘景公   | 伯   | 姬   | 前6世纪前期 | 前6世纪前期 |        |
| 甘国   | 畿内国 | 甘简公   | 伯   | 姬   | 前6世纪前期 | 前6世纪前期 |        |
| 甘国   | 畿内国 | 甘悼公   | 伯   | 姬   | 前543年之前 | 前530年     |        |
| 甘国   | 畿内国 | 甘平公   | 伯   | 姬   | 前530年     | 前520年之后 |        |
| 甘国   | 畿内国 | 甘桓公   | 伯   | 姬   | 前518年前后 | 前518年前后 |        |
| 毛国   | 畿内国 | 毛伯卫   | 伯   | 姬   | ？          | 前594年     |        |
| 毛国   | 畿内国 | 毛伯过   | 伯   | 姬   | ？          | 前524年     |        |
| 毛国   | 畿内国 | 毛伯得   | 伯   | 姬   | 前524年     | 前516年     |        |
| 原国   | 畿内国 | 原襄公   | 伯   | 姬   | 前518年前后 | 前518年前后 |        |
| 原国   | 畿内国 | 原绞     | 伯   | 姬   | ？          | 前530年     |        |
| 原国   | 畿内国 | 原跪寻   | 伯   | 姬   | 前530年     | ？          |        |
| 原国   | 畿内国 | 原鲁     | 伯   | 姬   | 前524年之前 | 前513年     |        |
| 原国   | 畿内国 | 原寿过   | 伯   | 姬   | 前509年前后 | 前509年前后 |        |
| 单国   | 畿内国 | 单襄公   | 伯   |      | 前590年之前 | 前575年之后 |        |
| 单国   | 畿内国 | 单顷公   | 伯   |      | 前570年前后 | 前570年前后 |        |
| 单国   | 畿内国 | 单靖公   | 伯   |      | 前563年之前 | 前558年之后 |        |
| 单国   | 畿内国 | 单献公   | 伯   |      | 前543年之前 | 前535年     |        |
| 单国   | 畿内国 | 单成公   | 伯   |      | 前535年     | 前531年     |        |
| 单国   | 畿内国 | 单穆公   | 伯   |      | 前531年     | 前520年     |        |
| 单国   | 畿内国 | 单武公   | 伯   |      | 前520年     | ？          |        |
| 刘国   | 畿内国 | 刘康公   | 子   | 姬   | 前592年     | 前544年     |        |
| 刘国   | 畿内国 | 刘定公   | 子   | 姬   | 前544年     | 前531年     |        |
| 刘国   | 畿内国 | 刘献公   | 子   | 姬   | 前531年     | 前521年     |        |
| 刘国   | 畿内国 | 刘文公   | 子   | 姬   | 前521年     | 前507年     |        |
| 刘国   | 畿内国 | 刘桓公   | 子   | 姬   | 前507年     | 前488年     |        |
| 成国   | 畿内国 | 成肃公   | 伯   | 姬   | 前578年前后 | 前578年前后 |        |
| 成国   | 畿内国 | 成简公   | 伯   | 姬   | 前535年前后 | 前535年前后 |        |
| 成国   | 畿内国 | 成桓公   | 伯   | 姬   | 前502年前后 | 前502年前后 |        |
| 巩国   | 畿内国 | 巩简公   | 伯   | 姬   | 前520年前后 | 前520年前后 |        |

### 南亚

#### 印度
摩揭陀诃黎王朝：
- 頻毘娑羅（前543年－前491年）

#### 斯里兰卡
坦巴潘尼王朝国王：
- 毘闍耶（前543年－前505年）
- 优婆帝沙（前505年－前504年）
- 般度婆蘇提婆（前504年－前474年）

### 西亚

#### 巴比倫
巴比伦第十一王朝国王：
- 尼布甲尼撒二世 前605年 - 前562年
- 以未米罗达 前562年 - 前560年
- 涅里格利沙尔 前560年 - 前556年
- 拉巴施马尔杜克 前556年
- 那波尼德 前556年 - 前539年

#### 埃蘭
埃蘭胡姆班-塔卜里德王朝：
- Humban-Tahrah II（前7、6世纪）
- Hallutash-Inshushinak（前7、前6世纪）
- Ummanunu I（前6世纪前25年）
- Shilhak-Inshushinak II（前6世纪前25年）
- Temti-Humban-Inshushinak II（前550年之前–？）
- Halkatash（？–约前549/前548年）
- Açina（？–前522年）
- Ummanunu II 或 Humban-Nikash IV (Ummaniš）（前522年–前521年）
- Atta-hamiti-Inshushinak（？–前520/前519年）

#### 以色列
猶大王國国王：
- 約雅敬（前609年–前598年）
- 约雅斤（前598年）
- 西底家（前597年–前587年）

#### 呂底亞
呂底亞國王：
- 萨迪亚特（Sadyattes，前629年–前617年或约前625年–约前600年）
- 阿吕亚泰斯（前617年–前560年或约前600年–前560年）
- 克羅伊斯（前560年–前546年或前560年–前547年）

#### 米底
米底國王：
- 基亞克薩雷斯（前625年─前585年）
- 阿斯提阿格斯（前585年─前550年）

#### 波斯
安善國王：
- 居鲁士一世（前640年─前580年）
- 冈比西斯一世（前580年─前559年）
- 居鲁士二世
  - 安善国王（前559年─前530年）
  - 波斯万王之王（？─前530年）

波斯帝国阿契美尼德王朝：
- 居鲁士二世
  - 安善国王（前559年─前530年）
  - 波斯万王之王（？─前530年）
- 冈比西斯二世（前530–522年）
- 高墨达（伪巴尔迪亚）（前522年）
- 大流士一世（前522年－前486年）

同时还是下列地区的统治者：
- 呂底亞 (前547年－前330年)
- 巴比伦尼亚 前(539年－前330年)
- 埃及 (前525年－前404年)
- 埃蘭 (前519年－前330年)

#### 烏拉爾圖
烏拉爾圖國王：
- Rusa III（前629年－前590/前615年）
- Sarduri IV（前615年－前595年）
- Rusa IV（前595年－前585年）

### 古朝鲜（传说时代）
古朝鲜
| 制度   | 姓名   | 头衔 | 王朝 | 起始年  | 终止年  | 备注 |
| ------ | ------ | ---- | ---- | ------- | ------- | ---- |
| 君主制 | 徽襄王 | 王   | —    | 前615年 | 前594年 |      |
| 君主制 | 奉日王 | 王   | —    | 前594年 | 前578年 |      |
| 君主制 | 德昌王 | 王   | —    | 前578年 | 前560年 |      |
| 君主制 | 寿圣王 | 王   | —    | 前560年 | 前519年 |      |
| 君主制 | 英杰王 | 王   | —    | 前519年 | 前503年 |      |
| 君主制 | 逸民王 | 王   | —    | 前503年 | 前486年 |      |

### 日本（传说时代）
| 制度   | 姓名     | 头衔 | 王朝 | 起始年         | 终止年         | 备注 |
| ------ | -------- | ---- | ---- | -------------- | -------------- | ---- |
| 君主制 | 神武天皇 | 天皇 | —    | 前660年2月11日 | 前585年3月11日 |      |
| 君主制 | 绥靖天皇 | 天皇 | —    | 前581年1月8日  | 前549年5月10日 |      |
| 君主制 | 安宁天皇 | 天皇 | —    | 前549年7月3日  | 前511年12月6日 |      |
| 君主制 | 懿德天皇 | 天皇 | —    | 前510年2月4日  | 前477年9月18日 |      |

## 欧洲

#### 雅典
雅典執政官：
- Critias（前600年－前599年）
- Cypselus（前597年－前596年）
- Telecles（前596年－前595年）
- Philombrotus（前595年－前594年）
- 梭伦（前594年－前593年）
- Dropides（前593年－前592年）
- Eucrates（前592年－前591年）
- Simon（前591年－前590年）
- Phormion（前589年－前588年）
- Philippus（前588年－前587年）
- Damasias（前582年－前581年）
- Damasias（前581年－前580年）
- Archestratidas（前577年－前576年）
- Aristomenes（前570年－前569年）
- Hippocleides（前566年－前565年）
- Komeas（前561年－前560年）
- Hegestratus（前560年－前559年）
- Hegesias（前556年－前555年）
- Euthidemus（前555年－前554年）
- Erxicleides（前548年－前547年）
- Thespius（前547年－前546年）
- Phormion（前546年－前545年）
- Thericles（前533年－前532年）
- Philoneus（前528年－前527年）
- Onetor（前527年－前526年）
- Hippias（前526年－前525年）
- 克里斯提尼（前525年－前524年）
- Miltiades（前524年－前523年）
- Calliades（前523年－前522年）
- Pisistratus（前522年－前521年）
- Hebron (？）（前518年－前517年）
- Harpactides（前511年－前510年）
- Scamandrius（前510年－前509年）
- Lysagoras（前509年－前508年）
- Isagoras（前508年－前507年）
- Alcmeon（前507年－前506年）
- Acestorides（前504年－前503年）
- Hermocreon（前501年－前500年）

#### 斯巴达
斯巴达国王：
亚基亚德世系
- 欧里克拉担达斯（前615年－前590年）
- 列奥（前590年－前560年）
- 安那克桑德里达斯二世（前560年-前520年）
- 克里昂米尼一世（前520年－前490年）

欧里庞提德世系
- 西普卡拉提达斯（约前600年－前575年）
- 阿加西克利斯（约前575年－前550年）
- 阿里斯顿（前550年－前515年）
- 德玛拉图斯（前515年－前491年）

### 马其顿王国
马其顿阿吉德王朝：
- 埃尔罗普斯一世（Aeropus I，前602年－前576年）
- 阿尔塞塔斯一世（Alcetas I，前576年－前547年）
- 阿敏塔斯一世（阿吉德王朝，前547年－前498年）

### 科林斯
科林斯僭主：
- 佩里安德（约前627年 - 约前587年）
- Psammetichus（约前587年 - ？）

### 亚美尼亚
亞美尼亞奧龍特王朝國王：
- 奥隆特斯（Orontes I Sakavakyats，前570年－前560年）
- 提格兰（Tigranes Orontid，前560年－前535年）
- Vahagn Orontid（前6世纪）
- 希达内斯一世（Hidarnes I，前6世纪后期）

### 罗马王国
罗马国王：
- 卢基乌斯·塔奎尼乌斯·布里斯库斯（前616年–前579年）
- 塞爾維烏斯·圖利烏斯（前578年–前535年）

- 卢基乌斯·塔奎尼乌斯·苏培布斯（前535年–前509年）

### 罗马共和国
罗马共和国执政官：
- 前509年 卢修斯·尤尼乌斯·布鲁图斯；卢基乌斯·塔尔基尼乌斯·科拉蒂努斯
  - 补任：斯普里乌斯·卢克莱修·特里基皮蒂努斯；普布利乌斯·瓦莱里乌斯·普布利科拉 I；马尔库斯·霍雷蒂乌斯·普尔维鲁斯 I
- 前508年 普布利乌斯·瓦莱里乌斯·普布利科拉 II；提图斯·卢克莱修·特里基皮蒂努斯 I
- 前507年 普布利乌斯·瓦莱里乌斯·普布利科拉 III；马尔库斯·霍雷蒂乌斯·普尔维鲁斯 II
- 前506年 斯普里乌斯·拉尔基乌斯·鲁弗斯（或弗拉乌斯）I；提图斯·赫尔米尼乌斯·阿基利努斯
- 前505年 马尔库斯·瓦莱里乌斯·？（一说为沃鲁苏斯）；普布利乌斯·波斯图米乌斯·图贝尔图斯 I
- 前504年 普布利乌斯·瓦莱里乌斯·普布利科拉 IV；提图斯·卢克莱修·特里基皮蒂努斯 II
- 前503年 梅内尼乌斯·阿格里帕·拉纳图斯；普布利乌斯·波斯图米乌斯·图贝尔图斯 II
- 前502年 奥皮特尔·维尔吉尼乌斯·特里科斯图斯；斯普里乌斯·卡西乌斯·维凯利努斯（或维斯凯利努斯）I
- 前501年 波斯图米乌斯·科米尼乌斯·奥鲁恩库斯 I；提图斯·拉尔基乌斯·弗拉乌斯（或鲁弗斯）I
  - 独裁官：提图斯·拉尔基乌斯·弗拉乌斯